# Rudice (Zlín)
Rudice é uma comuna checa localizada na região de Zlín, distrito de Uherské Hradiště.